# Dianadema japonica
Dianadema japonica is een tweekleppigensoort uit de familie van de Clavagellidae. De wetenschappelijke naam van de soort is voor het eerst geldig gepubliceerd in 1981 door Habe.